# SPARQL
SPARQL (acrónimo recursivo do inglês SPARQL Protocol and Resource Description Framework Query Language), é uma linguagem padrão da  web semântica para a consulta de grafos RDF (Resource Description Framework, descrição conceitual em recursos Web), padronizada pelo grupo "RDF Data Access Working Group" (DAWG) da organização "World Wide Web Consortium" (W3C). É uma tecnologia básica no desenvolvimento da web semântica (interatividade entre pessoas e computadores) que se constituiu como recomendação oficial (padrão) do W3C à 15 de janeiro de 2008, sendo actualizada à versão 1.1 em 2013.
Ao igual que sucede com SQL, é necessário distinguir entre o linguagem de consulta e o motor para o armazenamento e recuperação dos dados. Por este motivo, existem múltiplas implementações de SPARQL, geralmente unidos a meios de desenvolvimento e plataforma tecnológicas.
Num princípio SPARQL unicamente incorpora funções para a recuperação de parágrafos RDF. No entanto, algumas propostas também incluem operações para a manutenção (criação, modificação e apagar) de dados.

## Exemplos

### Exemplo 1
Por exemplo, para obter uma listagem de nomes de livros podemos executar a seguinte consulta:
```
PREFIX
  
dc
:
 
<http://purl.org/dc/elements/1.1/>

SELECT
  
?title

WHERE
   
{
 
<http://exemplo.org/livros>
 
dc
:
title
 
?title
 
}

```

Experimente!

### Exemplo 2
SPARQL permite o acesso a informação disponível no site através de diversas plataformas como é o caso de DBpedia que tem o acesso a toda a informação da Wikipédia em espanhol.
Um exemplo de como criar uma listagem de músicos espanhois contendo nome e as datas de nascimento e de falecimento.
```
PREFIX
 
dcterms
:
 
<http://purl.org/dc/terms/>

 
PREFIX
 
rdfs
:
 
<http://www.w3.org/2000/01/rdf-schema#>

 
PREFIX
 
dbp
:
 
<http://dbpedia.org/ontology/>

 
SELECT
 
?musico
 
?nombreMusico
 
?fechaNacimiento
 
?fechaFallecimiento

 
WHERE
 
{

     
?musico
 
dcterms
:
subject

     
<http://dbpedia.org/resource/Category:Spanish_musicians>
;

     
rdfs
:
label
 
?nombreMusico
 
;

     
dbp
:
birthDate
 
?fechaNacimiento
 
;

     
dbp
:
deathDate
 
?fechaFallecimiento
 
.

 
FILTER
 
(
LANG
(
?nombreMusico
)
 
=
 
"es"
)

 
}

```

### Exemplo 3
No exemplo2 é usado o FILTER, que permite eliminar resultados da nossa busca. FILTER admite tipos de dados de tipo Bool, Int, Float, dataTime, etc. e frequentemente usa operadores do tipo >, <, >=, <=, =, !=, ||, &&:
```
PREFIX
 
ex
:
 
<http://example.org#>

 
 
SELECT
 
?nom
 
?ed

 
WHERE
{

       
?x
 
ex
:
nome
 
?nom
 
.

       
?x
 
ex
:
idade
 
?ed

 
FILTER
 
(
?ed
<
40
 
||
 
?ed
 
>
18
)

 
}

```

## Tipos de dados
Como fazer a criação de dado e converter seu tipo
str(arg)conversão a uma cadeia de caracteres. Por exemplo as url que utilizemos devem ser convertidas a uma cadeia de caracteres para poder ser tratadas como tais.
lang(arg)devolve-nos o idioma do argumento que se lhe passa ("en", "es", "fr", etc.).
datatype(arg)tipo de dados (integer, float, etc.).
uri(arg), iri(arg) conversão do argumento num dado tipo URI/IRI
bnode(arg)nó anónimo
strdt (literal, tipo)gera literal com um tipo de dados.
```
strdt("1234", "xsd:integer")="1234"^^<xsd:integer>
```

strlang(literal, tipo)gera literal com um idioma dado.
```
strlang("Universidade", "es")="Universidade"@"es"
```

#### Verificar dado
- isNumeric(arg) = true se é um número.
- isBlank(arg)= true se é um nó anónimo.
- isLiteral(arg) = true se é um literal.
- isIRI(arg) = true se é uma IRI.

### Funções condicionais
- bound(arg) = true se tem um valor.
- exists(padrão) = true se cumpre um padrão.
- not exists(padrão) = true se não se cumpre o padrão.
- if(cond, expr1, expr2) = se cumpre-se a condição devolve expr1, se não, devolve expr2.
- coalesce (expresion1, expresion2, ...) = devolve a primeira expressão que se avalia sem erro.

## Modificadores das consultas
ORDER BYOrdena-os sobre a base de algum critério.
DISTINCTSoluções únicas.
REDUCEDElimina alguns, todos ou nenhum duplicado.
LIMITRestrição do número de resultados.
OFFSETControle do ponto de início das soluções na sequência global de soluções.
```
PREFIX foaf: <
http://xmlns.com/foaf/0.1/
>
SELECT DISTINCT?name
WHERE f ?x foaf:name ?name.g
ORDER BY ?name
LIMIT 3
OFFSET 1
```

## Interfaces públicas SPARQL

### DBpedia
Usando DBpedia podemos criar metadatos RDF e URIs. DBpedia transforma em RDF tripletas (Sujeito, Predicado, Objeto) que têm sido introduzidas na Wikipédia. A criação de uma página na Wikipédia provoca, por tanto, a criação de informação RDF em DBpedia. Isto é, quando se cria um conteúdo na Wikipédia do tipo starcraft cria-se a sua vez uma entrada. Através da interface pública Virtuoso SPARQL Query Editor podemos levar a cabo consultas no banco de dados da DBpedia. As consultas SPARQL serão traduzidas a SQL de forma transparente ao usuário. [http://virtuoso.openlinksw.com/dataspace/doc/dav/wiki/Main/VOSODSSparqlSamples Exemplos de consultas.

### Wikidata
A base de dados em grafo Wikidata disponibiliza seu conteúdo para buscas usando a linguagem SPARQL através do Wikidata Query Service.